# Mistrovství světa juniorů v ledním hokeji 2017
41. Mistrovství světa juniorů v ledním hokeji 2017 se konalo od 26. prosince 2016 do 5. ledna 2017 v kanadských městech Montréal a Toronto. Juniorské mistrovství světa se na území Kanady pořádalo už po dvanácté.

## Stadiony
| Montréal                               | Toronto                                     |
| Centre Bell Kapacita: 21 273 18 zápasů | Scotiabank Arena Kapacita: 19 746 12 zápasů |
|                                        |                                             |

## Herní systém
Ve dvou základních skupinách hrálo vždy pět týmů systémem každý s každým. Vítězství se počítalo za tři body, v případě nerozhodného výsledku si oba týmy připsaly bod a následovalo 5 min. prodloužení a v případě nerozhodného výsledku samostatné nájezdy po třech sériích. Tato kritéria rozhodovala o držiteli bonusového bodu.
Z obou skupiny postoupila čtveřice mužstev, která si zahrála čtvrtfinále křížovým způsobem (vítězové skupin se čtvrtými týmy z opačných skupin, druzí hráli se třetími). Páté týmy základních skupin hrály spolu sérii na dva vítězné zápasy, poražené mužstvo ze série sestoupilo z elitní skupiny.
V playoff se v případě nerozhodného výsledku po základní hrací době prodlužovalo deset minut (ve finále dvacet), případně následovaly samostatné nájezdy, které na rozdíl od základních skupin probíhaly v pěti sériích. Vítěz zápasu postoupil dále.
V nižších divizích I, II a III byly týmy rozděleny podle výkonnosti do skupin A a B (ve III. divizi skupiny nejsou). Vítěz A skupiny I. divize postoupil mezi elitu, poslední sestoupil do B skupiny a nahradil jej vítěz skupiny B. Nejhorší tým B skupiny I. divize sestoupil do A skupiny II. divize, jejíž vítěz šel do B skupiny I. divize a poslední sestoupil do B skupiny. V B skupině II. divize postoupil vítěz do A skupiny a poslední sestoupil do III. divize, jejíž vítěz jej nahradil.

## Oprávnění hrát na turnaji
Hráč byl oprávněn hrát na Mistrovství světa juniorů v roce 2017, jestliže:
- byl mužského pohlaví;
- narodil se nejdříve v roce 1997 nebo nejpozději v roce 2002;
- byl občanem dané země, kterou na turnaji reprezentuje;
- spadal pod národní asociaci, která je členem IIHF.

Hráč, který se narodil v roce 1997 musel mít své dvacáté narozeniny v období, kdy se šampionát konal, to znamená, že pokud měl nějaký hráč dvacáté narozeniny v průběhu sezóny 2016/17 mohl se ještě šampionátu zúčastnit. Hráč, který se narodil v roce 2002 musel mít své patnácté narozeniny v příslušný rok, v jakém se šampionát konal, tedy v období mezi 1. - 5. lednem 2017.

## Účastníci
Účast měla jako pořadatelská země jistou Kanada a jako postupující tým z nižší skupiny Lotyšsko. Dále se turnaje zúčastnila mužstva, která se umístila do 9. místa na MSJ 2016. Během šampionátu si zajistila postupem do čtvrtfinále účast tato mužstva – Švédsko, USA, Dánsko, Rusko, Česko, Finsko a Slovensko. Poslední účastník vzešel ze souboje o udržení - Švýcarsko.

## Rozhodčí
IIHF nominovala na Mistrovství světa juniorů 12 hlavních rozhodčích a 10 čárových sudích.
hlavní rozhodčí
- Mark Lemelin
- Maxim Sidorenko
- Darcy Burchell
- Jan Hribik
- Robin Šír
- Anssi Salonen
- Marian Rohatsch
- Daniel Stricker
- Jozef Kubuš
- Tobias Björk
- Marcus Linde
- Brett Sheva

čároví
- Dmitrij Goljak
- Nathan Van Oosten
- Libor Suchánek
- Henrik Haurum
- Sakari Suominen
- Lukas Kohlmüller
- Jakov Palej
- Nicolas Fluri
- Jimmy Dahmén
- Jake Davis

## Televizní pokrytí
Televizní vysílací práva na turnaj vlastnila alespoň jedna stanice ze všech účastnických zemí kromě Dánska.

## Legenda
Toto je seznam vysvětlivek použitých v souhrnech odehraných zápasů.
| - PH1 – Branka v přesilové hře (5 na 4) - PH2 – Branka v přesilové hře (5 na 3) - VO1 – Branka v oslabení (4 na 5) | - VO2 – Branka v oslabení (3 na 5) - SV – Gól při signalizovaném vyloučení - PB – Gól do prázdné branky | - PP – Gól při odvolání brankáře (power play) - ts. – Gól z trestného střílení - vla. – Vlastní gól | - TG – Technický gól |

## Základní skupiny
Všechny časy zápasů jsou uvedeny ve středoevropském čase (UTC +1). Data jsou skutečné místní termíny zápasů, zápasy od 1:30 či 2:00 se tak hrály středoevropské půlnoci (v následující den).

### Skupina A
|  | Tým postupující do čtvrtfinále |
|  | Tým bude hrát o udržení        |

#### Tabulka
| Poř. | Tým       | Z | V | VP | PP | P | GV | GI | +/- | B  |
| ---- | --------- | - | - | -- | -- | - | -- | -- | --- | -- |
| 1.   | Švédsko   | 4 | 4 | 0  | 0  | 0 | 18 | 6  | +12 | 12 |
| 2.   | Dánsko    | 4 | 1 | 1  | 1  | 1 | 11 | 15 | −4  | 6  |
| 3.   | Česko     | 4 | 1 | 0  | 2  | 1 | 9  | 13 | −4  | 5  |
| 4.   | Švýcarsko | 4 | 0 | 2  | 0  | 2 | 11 | 13 | −2  | 4  |
| 5.   | Finsko    | 4 | 1 | 0  | 0  | 3 | 6  | 8  | −2  | 3  |

#### Zápasy
| 26. prosince 2016 19:00 | Švédsko | 6 : 1 (2:0, 4:0, 0:1) | Dánsko | Centre Bell, Montréal Návštěvnost: 4 518 |  |

| Zpráva | |                             |                                            |                                                                               |
| Felix Sandström | Felix Sandström | Brankáři                    | Lasse Petersen                             | Rozhodčí: Marian Rohatsch Anssi Salonen Čároví: Nicolas Fluri Sakari Suominen |
| A. Nylander – 10:11 J. Eriksson Ek (R. Dahlin, O. Kylington) – 18:24 J. Dahlén (C. Grundström, L. Carlsson) – 24:30 C. Grundström (VO1) – 26:26 R. Dahlin (G. Carlsson) – 33:12 A. Nylander (D. Bernhardt, J. Eriksson Ek) – 38:22 | A. Nylander – 10:11 J. Eriksson Ek (R. Dahlin, O. Kylington) – 18:24 J. Dahlén (C. Grundström, L. Carlsson) – 24:30 C. Grundström (VO1) – 26:26 R. Dahlin (G. Carlsson) – 33:12 A. Nylander (D. Bernhardt, J. Eriksson Ek) – 38:22 | 1:0 2:0 3:0 4:0 5:0 6:0 6:1 | 57:53 – N. Krag Christensen (J. Røndbjerg) | Rozhodčí: Marian Rohatsch Anssi Salonen Čároví: Nicolas Fluri Sakari Suominen |
| 6 min | 6 min | Tresty                      | 2 min                                      | Rozhodčí: Marian Rohatsch Anssi Salonen Čároví: Nicolas Fluri Sakari Suominen |
| 33 | 33 | Střely                      | 22                                         | Rozhodčí: Marian Rohatsch Anssi Salonen Čároví: Nicolas Fluri Sakari Suominen |

| 26. prosince 2016 23:00 | Česko | 2 : 1 (1:1, 0:0, 1:0) | Finsko | Centre Bell, Montréal Návštěvnost: 4 703 |  |

| Zpráva                                                                  |                                                                         |             |                   |                                                                              |
| Jakub Škarek                                                            | Jakub Škarek                                                            | Brankáři    | Veini Vehviläinen | Rozhodčí: Tobias Björk Daniel Stricker Čároví: Jakov Palej Nathan Van Oosten |
| D. Krenželok (M. Nečas) – 04:27 M. Špaček (A. Musil, J. Zbořil) – 58:42 | D. Krenželok (M. Nečas) – 04:27 M. Špaček (A. Musil, J. Zbořil) – 58:42 | 1:0 1:1 2:1 | 08:46 – Luoto     | Rozhodčí: Tobias Björk Daniel Stricker Čároví: Jakov Palej Nathan Van Oosten |
| 2 min                                                                   | 2 min                                                                   | Tresty      | 4 min             | Rozhodčí: Tobias Björk Daniel Stricker Čároví: Jakov Palej Nathan Van Oosten |
| 30                                                                      | 30                                                                      | Střely      | 23                | Rozhodčí: Tobias Björk Daniel Stricker Čároví: Jakov Palej Nathan Van Oosten |

| 27. prosince 2016 19:00 | Česko | 3 : 4 PP (0:0, 0:2, 3:1; 0:1) | Švýcarsko | Centre Bell, Montréal Návštěvnost: 4 683 |  |

| Zpráva | |                             | |                                                                               |
| Jakub Škarek                                                                                                   | Jakub Škarek                                                                                                   | Brankáři                    | Joren van Pottelberghe | Rozhodčí: Mark Lemelin Anssi Salonen Čároví: Lukas Kohlmüller Sakari Suominen |
| R. Koblížek (J. Zbořil) – 45:02 F. Chlapík (F. Hronek, M. Špaček) (PH1) F. Chlapík (M. Špaček, J. Zbořil) (PP) | R. Koblížek (J. Zbořil) – 45:02 F. Chlapík (F. Hronek, M. Špaček) (PH1) F. Chlapík (M. Špaček, J. Zbořil) (PP) | 0:1 0:2 1:2 1:3 2:3 3:3 3:4 | 29:19 – L. In Albon (N. Hischier, D. Diem) 36:03 – C. Thürkauf (D. Riat, N. Hischier) (PH1) 48:34 – D. Riat (J. Siegenthaler, C. Thürkauf) (PH1) 60:23 – N. Hischier (D. Riat) | Rozhodčí: Mark Lemelin Anssi Salonen Čároví: Lukas Kohlmüller Sakari Suominen |
| 14 min | 14 min | Tresty                      | 8 min | Rozhodčí: Mark Lemelin Anssi Salonen Čároví: Lukas Kohlmüller Sakari Suominen |
| 39 | 39 | Střely                      | 22 | Rozhodčí: Mark Lemelin Anssi Salonen Čároví: Lukas Kohlmüller Sakari Suominen |

| 27. prosince 2016 23:30 | Dánsko | 3 : 2 (2:0, 1:0, 0:2) | Finsko | Centre Bell, Montréal Návštěvnost: 4 733 |  |

| Zpráva | |                     |                                                                                               |                                                                          |
| Kasper Krog | Kasper Krog | Brankáři            | Veini Vehviläinen (od 21. min. Karolus Kaarlehto)                                             | Rozhodčí: Tobias Björk Robin Šír Čároví: Nicolas Fluri Nathan Van Oosten |
| W. Boysen (N. Weichel, A. True) (PH1) – 05:20 D. Madsen (M. Jensen, F. Høeg) – 17:40 J. Blichfeld (J. Røndbjerg, A. Koch) – 35:53 | W. Boysen (N. Weichel, A. True) (PH1) – 05:20 D. Madsen (M. Jensen, F. Høeg) – 17:40 J. Blichfeld (J. Røndbjerg, A. Koch) – 35:53 | 1:0 2:0 3:0 3:1 3:2 | 44:17 – U. Vaakanainen (J. Mattila, T. Väyrynen) 55:30 – K. Björkqvist (J. Luoto, J. Mattila) | Rozhodčí: Tobias Björk Robin Šír Čároví: Nicolas Fluri Nathan Van Oosten |
| 12 min | 12 min | Tresty              | 10 min                                                                                        | Rozhodčí: Tobias Björk Robin Šír Čároví: Nicolas Fluri Nathan Van Oosten |
| 10 | 10 | Střely              | 36                                                                                            | Rozhodčí: Tobias Björk Robin Šír Čároví: Nicolas Fluri Nathan Van Oosten |

| 28. prosince 2016 23:00 | Švýcarsko | 2 : 4 (1:2, 1:0, 0:2) | Švédsko | Centre Bell, Montréal Návštěvnost: 5 630 |  |

| Zpráva | |                         | |                                                                          |
| Joren van Pottelberghe                                                                                        | Joren van Pottelberghe                                                                                        | Brankáři                | Felix Sandström | Rozhodčí: Marian Rohatsch Robin Šír Čároví: Lukas Kohlmüller Jakov Palej |
| J. Siegenthaler (D. Riat, L. In Albon) (PH1) – 05:08 C. Thürkauf (N. Hischier, J. Siegenthaler) (PH1) – 26:17 | J. Siegenthaler (D. Riat, L. In Albon) (PH1) – 05:08 C. Thürkauf (N. Hischier, J. Siegenthaler) (PH1) – 26:17 | 0:1 1:1 1:2 2:2 2:3 2:4 | 04:13 – J. Eriksson Ek (A. Nylander, D. Bernhardt) 06:38 – L. Andersson (C. Grundström) 54:52 – J. Eriksson Ek (C. Grundström, A. Nylander) 57:11 – L. Carlsson (R. Asplund) | Rozhodčí: Marian Rohatsch Robin Šír Čároví: Lukas Kohlmüller Jakov Palej |
| 10 min | 10 min | Tresty                  | 14 min | Rozhodčí: Marian Rohatsch Robin Šír Čároví: Lukas Kohlmüller Jakov Palej |
| 15 | 15 | Střely                  | 46 | Rozhodčí: Marian Rohatsch Robin Šír Čároví: Lukas Kohlmüller Jakov Palej |

| 29. prosince 2016 19:00 | Dánsko | 3 : 2 PP (0:1, 1:1, 1:0; 0:1) | Česko | Centre Bell, Montréal Návštěvnost: 4 536 |  |

| Zpráva | |                     |                                                          |                                                                     |
| Lasse Petersen                                                                                             | Lasse Petersen                                                                                             | Brankáři            | Daniel Vladař                                            | Rozhodčí: Marcus Linde Brett Sveha Čároví: Jimmy Dahmén Jakov Palej |
| J. Blichfeld (W. Boysen, O. Larsen) (PH1) – 28:41 N. Krag (J. Blichfeld) – 53:36 M. From (N. Krag) – 60:47 | J. Blichfeld (W. Boysen, O. Larsen) (PH1) – 28:41 N. Krag (J. Blichfeld) – 53:36 M. From (N. Krag) – 60:47 | 0:1 1:1 1:2 2:2 3:2 | 07:56 – M. Nečas (A. Musil) 30:29 – F. Hronek (F. Suchý) | Rozhodčí: Marcus Linde Brett Sveha Čároví: Jimmy Dahmén Jakov Palej |
| 8 min | 8 min | Tresty              | 8 min                                                    | Rozhodčí: Marcus Linde Brett Sveha Čároví: Jimmy Dahmén Jakov Palej |
| 22 | 22 | Střely              | 34                                                       | Rozhodčí: Marcus Linde Brett Sveha Čároví: Jimmy Dahmén Jakov Palej |

| 29. prosince 2016 23:30 | Finsko | 1 : 3 (1:0, 0:1, 0:2) | Švédsko | Centre Bell, Montréal Návštěvnost: 9 062 |  |

| Zpráva                                             |                                                    |                 | |                                                                   |
| Veini Vehviläinen                                  | Veini Vehviläinen                                  | Brankáři        | Felix Sandström                                                                                                 | Rozhodčí: Jan Hribik Jozef Kubuš Čároví: Jake Davis Henrik Haurum |
| A. Rasanen (E. Tolvanen, O. Juolevi) (PH1) – 16:35 | A. Rasanen (E. Tolvanen, O. Juolevi) (PH1) – 16:35 | 1:0 1:1 1:2 1:3 | 32:16 – L. Andersson (A. Nylander) 41:24 – A. Nylander (C. Grundström, J. Eriksson Ek) 59:00 – A. Nylander (PB) | Rozhodčí: Jan Hribik Jozef Kubuš Čároví: Jake Davis Henrik Haurum |
| 0 min                                              | 0 min                                              | Tresty          | 8 min | Rozhodčí: Jan Hribik Jozef Kubuš Čároví: Jake Davis Henrik Haurum |
| 29                                                 | 29                                                 | Střely          | 20 | Rozhodčí: Jan Hribik Jozef Kubuš Čároví: Jake Davis Henrik Haurum |

| 30. prosince 2016 23:00 | Švýcarsko | 5 : 4 SN (1:3, 2:1, 1:0; 0:0; 1:0) | Dánsko | Centre Bell, Montréal Návštěvnost: 6 006 |  |

| Zpráva | |                                                            | |                                                                       |
| Joren van Pottelberghe | Joren van Pottelberghe | Brankáři                                                   | Kasper Krog | Rozhodčí: Darcy Burchel Jozef Kubuš Čároví: Jake Davis Libor Suchánek |
| N. Hischier (D. Riat, J. Siegenthaler) – 17:56 Y. Zehnder (S. Weber, N. Gross) – 26:29 N. Eggenberger (R. Prassl, M. Miranda) – 32:26 Y. Zehnder (L. In-Albon, J. Siegenthaler) – 43:35 Marco Miranda Damien Riat | N. Hischier (D. Riat, J. Siegenthaler) – 17:56 Y. Zehnder (S. Weber, N. Gross) – 26:29 N. Eggenberger (R. Prassl, M. Miranda) – 32:26 Y. Zehnder (L. In-Albon, J. Siegenthaler) – 43:35 Marco Miranda Damien Riat | 0:1 0:2 0:3 1:3 1:4 2:4 3:4 4:4 Samostatné nájezdy 0:0 1:0 | 00:20 – A. True (O. Gatz) 03:45 – J. Blichfeld (N. Krag Christensen, O. Gatz) 13:40 – N. Andersen (M. From, N. Weichel) (PH1) 20:28 – M. From (A. True, M. Rondbjerg) Mathias From Joachim Blichfeld Alexander True | Rozhodčí: Darcy Burchel Jozef Kubuš Čároví: Jake Davis Libor Suchánek |
| 6 min | 6 min | Tresty                                                     | 20 min | Rozhodčí: Darcy Burchel Jozef Kubuš Čároví: Jake Davis Libor Suchánek |
| 53 | 53 | Střely                                                     | 22 | Rozhodčí: Darcy Burchel Jozef Kubuš Čároví: Jake Davis Libor Suchánek |

| 31. prosince 2016 19:00 | Švédsko | 5 : 2 (3:0, 1:0, 1:2) | Česko | Centre Bell, Montréal Návštěvnost: 6 259 |  |

| Zpráva | |                             |                                                                             |                                                                            |
| Filip Gustavsson | Filip Gustavsson | Brankáři                    | Daniel Vladař                                                               | Rozhodčí: Brett Sheva Maxim Sidorenko Čároví: Dmitrij Goljak Henrik Haurum |
| R. Asplund (F. Ahl, E. Pettersson) – 00:37 J. Dahlén (R. Asplund, A. Nylander) (PH1) – 08:56 J. Lööke (F. Karlström, D. Bernhardt) – 16:46 J. Dahlén (F. Karlström) - 37:09 J. Dahlén (A. Nylander, O. Kilington – 43:34 | R. Asplund (F. Ahl, E. Pettersson) – 00:37 J. Dahlén (R. Asplund, A. Nylander) (PH1) – 08:56 J. Lööke (F. Karlström, D. Bernhardt) – 16:46 J. Dahlén (F. Karlström) - 37:09 J. Dahlén (A. Nylander, O. Kilington – 43:34 | 1:0 2:0 3:0 4:0 5:0 5:1 5:2 | 53:09 - D. Kaše (D. Kurovský) 57:28 - F. Hronek (D. Kaše, F. Chlapík) (PH1) | Rozhodčí: Brett Sheva Maxim Sidorenko Čároví: Dmitrij Goljak Henrik Haurum |
| 14 min | 14 min | Tresty                      | 10 min                                                                      | Rozhodčí: Brett Sheva Maxim Sidorenko Čároví: Dmitrij Goljak Henrik Haurum |
| 37 | 37 | Střely                      | 38                                                                          | Rozhodčí: Brett Sheva Maxim Sidorenko Čároví: Dmitrij Goljak Henrik Haurum |

| 31. prosince 2016 23:30 | Finsko | 2 : 0 (0:0, 2:0, 0:0) | Švýcarsko | Centre Bell, Montréal Návštěvnost: 4 013 |  |

| Zpráva                                                                                                | |          |                        |                                                                          |
| Veini Vehviläinen                                                                                     | Veini Vehviläinen                                                                                     | Brankáři | Joren van Pottelberghe | Rozhodčí: Dary Burchell Marcus Linde Čároví: Jimmy Dahmén Libor Suchánek |
| A. Räsänen (K. Vesalainen, E. Tolvanen) – 24:35 E. Tolvanen (V. Saarijärvi, A. Räsänen) (PH1) – 33:53 | A. Räsänen (K. Vesalainen, E. Tolvanen) – 24:35 E. Tolvanen (V. Saarijärvi, A. Räsänen) (PH1) – 33:53 | 1:0 2:0  |                        | Rozhodčí: Dary Burchell Marcus Linde Čároví: Jimmy Dahmén Libor Suchánek |
| 2 min                                                                                                 | 2 min                                                                                                 | Tresty   | 8 min                  | Rozhodčí: Dary Burchell Marcus Linde Čároví: Jimmy Dahmén Libor Suchánek |
| 51 | 51 | Střely   | 17                     | Rozhodčí: Dary Burchell Marcus Linde Čároví: Jimmy Dahmén Libor Suchánek |

### Skupina B

#### Tabulka
| Poř. | Tým       | Z | V | VP | PP | P | GV | GI | +/- | B  |
| ---- | --------- | - | - | -- | -- | - | -- | -- | --- | -- |
| 1.   | USA       | 4 | 4 | 0  | 0  | 0 | 17 | 6  | +11 | 12 |
| 2.   | Kanada    | 4 | 3 | 0  | 0  | 1 | 21 | 8  | +13 | 9  |
| 3.   | Rusko     | 4 | 2 | 0  | 0  | 2 | 16 | 9  | +7  | 6  |
| 4.   | Slovensko | 4 | 1 | 0  | 0  | 3 | 6  | 14 | −8  | 3  |
| 5.   | Lotyšsko  | 4 | 0 | 0  | 0  | 4 | 6  | 29 | −23 | 0  |

#### Zápasy
| 26. prosince 2016 21:30 | USA | 6 : 1 (1:1, 2:0, 3:0) | Lotyšsko | Scotiabank Arena, Toronto Návštěvnost: 7 014 |  |

| Zpráva | |                             |                                      |                                                                            |
| Tyler Parsons | Tyler Parsons | Brankáři                    | Mareks Mitens                        | Rozhodčí: Jozef Kubuš Maxim Sidorenko Čároví: Dmitrij Goljak Henrik Haurum |
| P. Harper (C. Fitzgerald, J. Ahcan) – 06:27 C. White (T. Thompson, A. Fox) – 26:29 C. Keller (C. White, T. Thompson) – 38:45 C. Keller – 52:19 J. Bracco (T. Terry) (PH1) – 57:41 J. Greenway (L. Kunin, T. Terry) – 59:20 | P. Harper (C. Fitzgerald, J. Ahcan) – 06:27 C. White (T. Thompson, A. Fox) – 26:29 C. Keller (C. White, T. Thompson) – 38:45 C. Keller – 52:19 J. Bracco (T. Terry) (PH1) – 57:41 J. Greenway (L. Kunin, T. Terry) – 59:20 | 1:0 1:1 2:1 3:1 4:1 5:1 6:1 | 15:22 – R. Krastenbergs (E. Jansons) | Rozhodčí: Jozef Kubuš Maxim Sidorenko Čároví: Dmitrij Goljak Henrik Haurum |
| 14 min | 14 min | Tresty                      | 20 min                               | Rozhodčí: Jozef Kubuš Maxim Sidorenko Čároví: Dmitrij Goljak Henrik Haurum |
| 30 | 30 | Střely                      | 12                                   | Rozhodčí: Jozef Kubuš Maxim Sidorenko Čároví: Dmitrij Goljak Henrik Haurum |

| 26. prosince 2016 02:00 | Kanada | 5 : 3 (1:1, 2:0, 2:2) | Rusko | Scotiabank Arena, Toronto Návštěvnost: 18 099 |  |

| Zpráva | |                                 | |                                                                   |
| Carter Hart | Carter Hart | Brankáři                        | Ilja Samsonov | Rozhodčí: Jan Hribik Marcus Linde Čároví: Jimmy Dahmén Jake Davis |
| T. Jost (P. Myers, D. Dubé) – 03:11 D. Strome (M. Barzal, T. Chabot) (PH1) – 33:15 N. Roy (J. Gauthier) – 37:08 M. Barzal (P. Dubois) (PH1) – 43:03 D. Strome (M. Barzal) (PH1) – 49:06 | T. Jost (P. Myers, D. Dubé) – 03:11 D. Strome (M. Barzal, T. Chabot) (PH1) – 33:15 N. Roy (J. Gauthier) – 37:08 M. Barzal (P. Dubois) (PH1) – 43:03 D. Strome (M. Barzal) (PH1) – 49:06 | 1:0 1:1 2:1 3:1 4:1 4:2 5:2 5:3 | 09:47 – M. Sergačov (D. Gurjanov) 45:12 – K. Kaprizov (M. Vorobjev, J. Rykov) (PH1) 50:36 – J. Rykov (D. Jurtajkin, K. Kaprizov) | Rozhodčí: Jan Hribik Marcus Linde Čároví: Jimmy Dahmén Jake Davis |
| 6 min | 6 min | Tresty                          | 12 min | Rozhodčí: Jan Hribik Marcus Linde Čároví: Jimmy Dahmén Jake Davis |
| 37 | 37 | Střely                          | 17 | Rozhodčí: Jan Hribik Marcus Linde Čároví: Jimmy Dahmén Jake Davis |

| 27. prosince 2016 22:00 | Lotyšsko | 1 : 9 (0:3, 1:3, 0:3) | Rusko | Scotiabank Arena, Toronto Návštěvnost: 6 789 |  |

| Zpráva                                                  |                                                         |                                         | |                                                                           |
| Gustavs Grigals (55. min.) Denijs Romanovskis (5. min.) | Gustavs Grigals (55. min.) Denijs Romanovskis (5. min.) | Brankáři                                | Vladislav Suchačov | Rozhodčí: Darcy Burchell Marcus Linde Čároví: Jimmy Dahmén Libor Suchánek |
| R. Balcers (M. Dzierkals) (PH1) – 23:42                 | R. Balcers (M. Dzierkals) (PH1) – 23:42                 | 0:1 0:2 0:3 0:4 1:4 1:5 1:6 1:7 1:8 1:9 | 05:33 – D. Jurtajkin (G. Dronov) 12:10 – A. Polunin (K. Kaprizov, M. Sidorov) 17:39 – P. Karnauchov (D. Gurjanov, V. Kudako) 20:56 – K. Kaprizov (M. Vorobjov, A. Polunin) 24:21 – A. Polunin (J. Rykov, M. Vorobjov) 25:04 – K. Beljacev (D. Jurtajkin, D. Alexejev) 46:07 – K. Kaprizov (J. Rykov, M. Vorobjov) (PH1) 49:28 – J. Trenin (K. Kaprizov, A. Polunin) (PH2) 56:07 – K. Kaprizov (J. Rykov, M. Vorobjov) (PH1) | Rozhodčí: Darcy Burchell Marcus Linde Čároví: Jimmy Dahmén Libor Suchánek |
| 18 min                                                  | 18 min                                                  | Tresty                                  | 10 min | Rozhodčí: Darcy Burchell Marcus Linde Čároví: Jimmy Dahmén Libor Suchánek |
| 26                                                      | 26                                                      | Střely                                  | 40 | Rozhodčí: Darcy Burchell Marcus Linde Čároví: Jimmy Dahmén Libor Suchánek |

| 27. prosince 2016 02:00 | Kanada | 5 : 0 (0:0, 4:0, 1:0) | Slovensko | Scotiabank Arena, Toronto Návštěvnost: 12 694 |  |

| Zpráva | |                     |            |                                                                   |
| Connor Ingram | Connor Ingram | Brankáři            | Adam Húska | Rozhodčí: Jan Hribik Brett Sheva Čároví: Jake Davis Henrik Haurum |
| J. Lauzon (J. Gauthier, T. Jost) – 25:30 T. Raddysh (P. Dubois, T. Chabot) (PH1) – 30:57 A. Cirelli (J. Lauzon, B. Speers) – 32:37 T. Chabot (M. Barzal, D. Strome) (PH1) – 36:25 M. McLeod (A. Cirelli, D. Dubé) – 42:59 | J. Lauzon (J. Gauthier, T. Jost) – 25:30 T. Raddysh (P. Dubois, T. Chabot) (PH1) – 30:57 A. Cirelli (J. Lauzon, B. Speers) – 32:37 T. Chabot (M. Barzal, D. Strome) (PH1) – 36:25 M. McLeod (A. Cirelli, D. Dubé) – 42:59 | 1:0 2:0 3:0 4:0 5:0 |            | Rozhodčí: Jan Hribik Brett Sheva Čároví: Jake Davis Henrik Haurum |
| 4 min | 4 min | Tresty              | 8 min      | Rozhodčí: Jan Hribik Brett Sheva Čároví: Jake Davis Henrik Haurum |
| 44 | 44 | Střely              | 6          | Rozhodčí: Jan Hribik Brett Sheva Čároví: Jake Davis Henrik Haurum |

| 28. prosince 2016 01:30 | Slovensko | 2 : 5 (1:2, 0:3, 1:0) | USA | Scotiabank Arena, Toronto Návštěvnost: 8 391 |  |

| Zpráva                                                                                        |                                                                                               |                             | |                                                                                |
| Matej Tomek                                                                                   | Matej Tomek                                                                                   | Brankáři                    | Joseph Woll | Rozhodčí: Darcy Burchell Maxim Sidorenko Čároví: Dmitrij Goljak Libor Suchánek |
| M. Fehérváry (B. Sádecký, O. Pataky) (PH1) – 18:08 M. Roman (M. Andrisík, B. Sádecký) - 59:23 | M. Fehérváry (B. Sádecký, O. Pataky) (PH1) – 18:08 M. Roman (M. Andrisík, B. Sádecký) - 59:23 | 0:1 0:2 1:2 1:3 1:4 1:5 2:5 | 10:15 – T. Laczynski (J. Cecconi) 17:00 – C. White (C. Keller, C. Jones 22:03 - T. Thompson (J. Roslovic, K. Bellows) 28:39 - Ch. McAvoy (J. Roslovic, J. Cecconi) 32:57 - T. Terry (L. Kunin, C. Fitzgerald) (PH1) | Rozhodčí: Darcy Burchell Maxim Sidorenko Čároví: Dmitrij Goljak Libor Suchánek |
| 22 min                                                                                        | 22 min                                                                                        | Tresty                      | 4 min | Rozhodčí: Darcy Burchell Maxim Sidorenko Čároví: Dmitrij Goljak Libor Suchánek |
| 20                                                                                            | 20                                                                                            | Střely                      | 50 | Rozhodčí: Darcy Burchell Maxim Sidorenko Čároví: Dmitrij Goljak Libor Suchánek |

| 29. prosince 2016 21:30 | Rusko | 2 : 3 (1:1, 1:2, 0:0) | USA | Scotiabank Arena, Toronto Návštěvnost: 13 759 |  |

| Zpráva                                                                                               | |                     | |                                                                                   |
| Ilja Samsonov                                                                                        | Ilja Samsonov                                                                                        | Brankáři            | Tyler Parsons | Rozhodčí: Daniel Stricker Annsi Salonen Čároví: Sakari Suominen Nathan Van Oosten |
| K. Urakov (J. Trenin, S. Zborovskij) (VO1) – 11:59 K. Kaprizov (J. Rykov, M. Vorobjov) (PH1) – 37:17 | K. Urakov (J. Trenin, S. Zborovskij) (VO1) – 11:59 K. Kaprizov (J. Rykov, M. Vorobjov) (PH1) – 37:17 | 0:1 1:1 1:2 1:3 2:3 | 04:14 – C. Keller (J. Anderson, C. Fitzgerald) 24:03 – C. White (Ch. McAvoy, C. Keller) (PH1) 31:41 – T. Terry (E. Foley, T. Laczynski) | Rozhodčí: Daniel Stricker Annsi Salonen Čároví: Sakari Suominen Nathan Van Oosten |
| 10 min                                                                                               | 10 min                                                                                               | Tresty              | 6 min | Rozhodčí: Daniel Stricker Annsi Salonen Čároví: Sakari Suominen Nathan Van Oosten |
| 27                                                                                                   | 27                                                                                                   | Střely              | 37 | Rozhodčí: Daniel Stricker Annsi Salonen Čároví: Sakari Suominen Nathan Van Oosten |

| 29. prosince 2016 02:00 | Lotyšsko | 2 : 10 (0:3, 1:5, 1:2) | Kanada | Scotiabank Arena, Toronto Návštěvnost: 13 796 |  |

| Zpráva                                                                       |                                                                              |                                                  | | |
| Mareks Mitens (od 32. min. Gustavs Grigals)                                  | Mareks Mitens (od 32. min. Gustavs Grigals)                                  | Brankáři                                         | Carter Hart | Rozhodčí: Tobias Björk Mark Lemelin Čároví: Nicolas Fluri Dmitrij Goljak (po zranění střídán Nathan Van Oosten) |
| R. Krastenbergs (E. Tralmaks, E. Jansons) (VO1) – 37:58 M. Dzierkals – 47:59 | R. Krastenbergs (E. Tralmaks, E. Jansons) (VO1) – 37:58 M. Dzierkals – 47:59 | 0:1 0:2 0:3 0:4 0:5 0:6 0:7 0:8 1:8 1:9 2:9 2:10 | 10:38 – M. Barzal (P. Myers) (VO1) 11:54 – N. Roy (P. Myers, K. Clague) (PH1) 19:40 – T. Raddysh (T. Chabot, D. Strome) (PH1) 29:11 – T. Raddysh (D. Strome, P. Dubois) (PH1) 32:13 – T. Raddysh (M. Joseph, K. Clague) 32:53 – M. Barzal (T. Raddysh, K. Clague) 33:30 – A. Cirelli (D. Dubé, B. Spears) 34:56 – M. McLeod (D. Strome, D. Fabbro) 42:07 – T. Raddysh (N. Juulsen, M. Joseph) 58:05 – J. Gauthier (P. Dubois, D. Strome) | Rozhodčí: Tobias Björk Mark Lemelin Čároví: Nicolas Fluri Dmitrij Goljak (po zranění střídán Nathan Van Oosten) |
| 14 min                                                                       | 14 min                                                                       | Tresty                                           | 20 min | Rozhodčí: Tobias Björk Mark Lemelin Čároví: Nicolas Fluri Dmitrij Goljak (po zranění střídán Nathan Van Oosten) |
| 25                                                                           | 25                                                                           | Střely                                           | 35 | Rozhodčí: Tobias Björk Mark Lemelin Čároví: Nicolas Fluri Dmitrij Goljak (po zranění střídán Nathan Van Oosten) |

| 30. prosince 2016 01:30 | Slovensko | 4 : 2 (1:1, 1:0, 2:1) | Lotyšsko | Scotiabank Arena, Toronto Návštěvnost: 6 018 |  |

| Zpráva | |                         |                                                                                             |                                                                                 |
| Adam Húska | Adam Húska | Brankáři                | Mareks Mitens (od 56. min. Gustavs Grigals)                                                 | Rozhodčí: Mark Lemelin Marian Rohatsch Čároví: Lukas Kohlmüller Sakari Suominen |
| F. Lešťan – 08:13 Mi. Roman (Mch. Roman, M. Sloboda) – 38:11 A. Hatala (Mch. Roman, B. Sádecký) – 40:41 M. Sloboda (Mi. Roman, M. Grman) – 45:01 | F. Lešťan – 08:13 Mi. Roman (Mch. Roman, M. Sloboda) – 38:11 A. Hatala (Mch. Roman, B. Sádecký) – 40:41 M. Sloboda (Mi. Roman, M. Grman) – 45:01 | 0:1 1:1 2:1 3:1 4:1 4:2 | 03:40 – K. Cukste (R. Balcers, F. Buncis) 53:29 – F. Buncis (K. Cukste, M. Dzierkals) (PH1) | Rozhodčí: Mark Lemelin Marian Rohatsch Čároví: Lukas Kohlmüller Sakari Suominen |
| 12 min | 12 min | Tresty                  | 10 min                                                                                      | Rozhodčí: Mark Lemelin Marian Rohatsch Čároví: Lukas Kohlmüller Sakari Suominen |
| 36 | 36 | Střely                  | 24                                                                                          | Rozhodčí: Mark Lemelin Marian Rohatsch Čároví: Lukas Kohlmüller Sakari Suominen |

| 31. prosince 2016 21:30 | USA | 3 : 1 (2:0, 1:1, 0:0) | Kanada | Scotiabank Arena, Toronto Návštěvnost: 18 584 |  |

| Zpráva | |                 |                                                |                                                                           |
| Joseph Woll | Joseph Woll | Brankáři        | Connor Ingram                                  | Rozhodčí: Anssi Salonen Daniel Stricker Čároví: Nicolas Fluri Jakov Palej |
| C. White (J. Greenway, C. Keller) (PH1) – 04:31 J. Greenway (Keller, C. McAvoy) (PH1) – 06:04 J. Bracco (R. Lindgren,J. Greenway) – 33:08 | C. White (J. Greenway, C. Keller) (PH1) – 04:31 J. Greenway (Keller, C. McAvoy) (PH1) – 06:04 J. Bracco (R. Lindgren,J. Greenway) – 33:08 | 1:0 2:0 2:1 3:1 | 28:12 – T. Chabot (M. Barzal, D. Strome) (PH2) | Rozhodčí: Anssi Salonen Daniel Stricker Čároví: Nicolas Fluri Jakov Palej |
| 37 min | 37 min | Tresty          | 16 min                                         | Rozhodčí: Anssi Salonen Daniel Stricker Čároví: Nicolas Fluri Jakov Palej |
| 20 | 20 | Střely          | 26                                             | Rozhodčí: Anssi Salonen Daniel Stricker Čároví: Nicolas Fluri Jakov Palej |

| 31. prosince 2016 02:00 | Rusko | 2 : 0 (0:0, 1:0, 1:0) | Slovensko | Scotiabank Arena, Toronto Návštěvnost: 5 269 |  |

| Zpráva                                                                                              | |          |             |                                                                                |
| Ilja Samsonov                                                                                       | Ilja Samsonov                                                                                       | Brankáři | Matej Tomek | Rozhodčí: Marian Rohatsch Robin Šír Čároví: Lukas Kohlmüller Nathan Van Oosten |
| D. Gurjanov (D. Kvartalnov, P. Karnauchov) (PH1) – 29:06 J. Trenin (K. Urakov, K. Beljajev) – 49:39 | D. Gurjanov (D. Kvartalnov, P. Karnauchov) (PH1) – 29:06 J. Trenin (K. Urakov, K. Beljajev) – 49:39 | 1:0 2:0  |             | Rozhodčí: Marian Rohatsch Robin Šír Čároví: Lukas Kohlmüller Nathan Van Oosten |
| 4 min                                                                                               | 4 min                                                                                               | Tresty   | 6 min       | Rozhodčí: Marian Rohatsch Robin Šír Čároví: Lukas Kohlmüller Nathan Van Oosten |
| 30                                                                                                  | 30                                                                                                  | Střely   | 15          | Rozhodčí: Marian Rohatsch Robin Šír Čároví: Lukas Kohlmüller Nathan Van Oosten |

## O udržení
Všechny časy zápasů jsou uvedeny ve středoevropském čase (UTC +1).
Série na dvě vítězná utkání,  Lotyšsko sestoupilo do skupiny A I. divize pro rok 2018
| 2. ledna 2017 17:00 | Finsko | 2 : 1 (1:0, 0:1, 1:0) | Lotyšsko | Centre Bell, Montréal Návštěvnost: 3 016 |  |

| Zpráva                                                                                     |                                                                                            |             |                                                       |                                                                            |
| Veini Vehviläinen                                                                          | Veini Vehviläinen                                                                          | Brankáři    | Mareks Mitens                                         | Rozhodčí: Brett Sheva Maxim Sidorenko Čároví: Dmitrij Goljak Henrik Haurum |
| V. Saarijärvi (A. Räsänen) (PH1) – 07:43 K. Vesalainen (M. Heiskanen, E. Tolvanen) – 49:00 | V. Saarijärvi (A. Räsänen) (PH1) – 07:43 K. Vesalainen (M. Heiskanen, E. Tolvanen) – 49:00 | 1:0 1:1 2:1 | 24:37 – M. Ponomarenko (R. Krastenbergs, E. Tralmaks) | Rozhodčí: Brett Sheva Maxim Sidorenko Čároví: Dmitrij Goljak Henrik Haurum |
| 10 min                                                                                     | 10 min                                                                                     | Tresty      | 12 min                                                | Rozhodčí: Brett Sheva Maxim Sidorenko Čároví: Dmitrij Goljak Henrik Haurum |
| 45                                                                                         | 45                                                                                         | Střely      | 24                                                    | Rozhodčí: Brett Sheva Maxim Sidorenko Čároví: Dmitrij Goljak Henrik Haurum |

| 3. ledna 2017 23:30 | Lotyšsko | 1 : 4 (1:1, 0:0, 0:3) | Finsko | Centre Bell, Montréal Návštěvnost: 4 216 |  |

| Zpráva                                                    |                                                           |                     | |                                                               |
| Mareks Mitens                                             | Mareks Mitens                                             | Brankáři            | Veini Vehviläinen | Rozhodčí: Jan Hribik Robin Šír Čároví: Jake Davis Jakov Palej |
| 16:23 – R. Krastenbergs (K. Čukste, M. Ponomarenko) (PH1) | 16:23 – R. Krastenbergs (K. Čukste, M. Ponomarenko) (PH1) | 0:1 1:1 1:2 1:3 1:4 | 1:31 – E. Tolvanen (A. Räsänen, J. Nättinen) (PH2) 41:28 – V. Saarijärvi (E. Tolvanen, O. Juolevi) (PH1) 42:33 – J. Välimäki (K. Björkquist, J. Kuokkanen) 57:26 – J. Välimäki (A. Räsänen, V. Saarijärvi) | Rozhodčí: Jan Hribik Robin Šír Čároví: Jake Davis Jakov Palej |
| 49 min                                                    | 49 min                                                    | Tresty              | 16 min | Rozhodčí: Jan Hribik Robin Šír Čároví: Jake Davis Jakov Palej |
| 23                                                        | 23                                                        | Střely              | 42 | Rozhodčí: Jan Hribik Robin Šír Čároví: Jake Davis Jakov Palej |

## Play off
Všechny časy zápasů jsou uvedeny ve středoevropském čase (UTC +1). Data jsou skutečné místní termíny zápasů, zápasy od 1:30 či 2:00 se tak hrály po středoevropské půlnoci (v následující den).

### Pavouk
|  | Čtvrtfinále 1 |               |               |  |    |              |              |              |  |               |               |               |     |
|  | A1            | Švédsko       | 8             |  |    |              |              |              |  |               |               |               |     |
|  | B4            | Slovensko     | 3             |  |    | Semifinále 1 | Semifinále 1 | Semifinále 1 |  |               |               |               |     |
|  |               |               |               |  |    | A1           | Švédsko      | 2            |  |               |               |               |     |
|  | Čtvrtfinále 2 | Čtvrtfinále 2 | Čtvrtfinále 2 |  | B2 | Kanada       | 5            |              |  |               |               |               |     |
|  | B2            | Kanada        | 5             |  |    |              |              |              |  |               |               |               |     |
|  | A3            | Česko         | 3             |  |    |              |              |              |  | Finále        | Finále        | Finále        |     |
|  |               |               |               |  |    |              |              |              |  |               | B2            | Kanada        | 4   |
|  | Čtvrtfinále 3 | Čtvrtfinále 3 | Čtvrtfinále 3 |  |    |              |              |              |  |               | B1            | USA           | 5sn |
|  | B1            | USA           | 3             |  |    |              |              |              |  |               |               |               |     |
|  | A4            | Švýcarsko     | 2             |  |    | Semifinále 2 | Semifinále 2 | Semifinále 2 |  | Zápas o bronz | Zápas o bronz | Zápas o bronz |     |
|  |               |               |               |  |    | B1           | USA          | 4sn          |  | A1            | Švédsko       | 1             |     |
|  | Čtvrtfinále 4 | Čtvrtfinále 4 | Čtvrtfinále 4 |  | B3 | Rusko        | 3            |              |  | B3            | Rusko         | 2p            |     |
|  | A2            | Dánsko        | 0             |  |    |              |              |              |  |               |               |               |     |
|  | B3            | Rusko         | 4             |  |    |              |              |              |  |               |               |               |     |

### Čtvrtfinále
| 2. ledna 2017 19:00 | Dánsko | 0 : 4 (0:2, 0:0, 0:2) | Rusko | Scotiabank Arena, Toronto Návštěvnost: 7 801 |  |

| Zpráva         |                |                 | |                                                                                 |
| Lasse Petersen | Lasse Petersen | Brankáři        | Ilja Samsonov | Rozhodčí: Mark Lemelin Marian Rohatsch Čároví: Lukas Kohlmüller Sakari Suominen |
|                |                | 0:1 0:2 0:3 0:4 | 08:45 – A. Polunin (M. Vorobjov) 19:49 – K. Kaprizov (M. Vorobjov, J. Trenin) (PH1) 47:12 – P. Karnauchov (D. Gurjanov, D. Kvartalnov) 55:35 – K. Kaprizov (A. Polunin) | Rozhodčí: Mark Lemelin Marian Rohatsch Čároví: Lukas Kohlmüller Sakari Suominen |
| 10 min         | 10 min         | Tresty          | 14 min | Rozhodčí: Mark Lemelin Marian Rohatsch Čároví: Lukas Kohlmüller Sakari Suominen |
| 14             | 14             | Střely          | 32 | Rozhodčí: Mark Lemelin Marian Rohatsch Čároví: Lukas Kohlmüller Sakari Suominen |

| 2. ledna 2017 21:30 | Švédsko | 8 : 3 (3:0, 2:2, 3:1) | Slovensko | Centre Bell, Montréal Návštěvnost: 6 331 |  |

| Zpráva | |                                             |                                                                                       |                                                                       |
| Felix Sandström | Felix Sandström | Brankáři                                    | Adam Húska                                                                            | Rozhodčí: Darcy Burchell Jan Hribik Čároví: Jake Davis Libor Suchánek |
| J. Eriksson Ek (R. Asplund, F. Karlström) (PH1) – 01:18 T. Söderlund (A. Wingerli, K. Gunnarsson) – 16:28 C. Grundström (A. Nylander, L. Carlsson) – 17:01 A. Nylander (J. Dahlén, R. Asplund) – 26:17 Karlström (Ahl, Asplund) – 33:07 T. Söderlund (G. Carlsson) – 42:36 L. Andersson (J. Larsson, J. Lööke) (PH1) – 44:27 J. Eriksson Ek (R. Asplund, O. Kylington) (PH1) – 57:04 | J. Eriksson Ek (R. Asplund, F. Karlström) (PH1) – 01:18 T. Söderlund (A. Wingerli, K. Gunnarsson) – 16:28 C. Grundström (A. Nylander, L. Carlsson) – 17:01 A. Nylander (J. Dahlén, R. Asplund) – 26:17 Karlström (Ahl, Asplund) – 33:07 T. Söderlund (G. Carlsson) – 42:36 L. Andersson (J. Larsson, J. Lööke) (PH1) – 44:27 J. Eriksson Ek (R. Asplund, O. Kylington) (PH1) – 57:04 | 1:0 2:0 3:0 4:0 5:0 5:1 5:2 5:3 6:3 7:3 8:3 | 35:48 – M. Bodák (M. Sloboda) (PH1) 36:54 – M. Struška (E. Černák) 41:53 – A. Růžička | Rozhodčí: Darcy Burchell Jan Hribik Čároví: Jake Davis Libor Suchánek |
| 2 min | 2 min | Tresty                                      | 20 min                                                                                | Rozhodčí: Darcy Burchell Jan Hribik Čároví: Jake Davis Libor Suchánek |
| 50 | 50 | Střely                                      | 18                                                                                    | Rozhodčí: Darcy Burchell Jan Hribik Čároví: Jake Davis Libor Suchánek |

| 2. ledna 2017 23:30 | USA | 3 : 2 (2:0, 0:1, 1:1) | Švýcarsko | Scotiabank Arena, Toronto Návštěvnost: 8 176 |  |

| Zpráva | |                     |                                                                                              |                                                                        |
| Tyler Parsons | Tyler Parsons | Brankáři            | Joren van Poltelberghe                                                                       | Rozhodčí: Tobias Björk Robin Šír Čároví: Jakov Palej Nathan Van Oosten |
| J. Bracco (T. Thompson, T. Terry) (PH1) – 08:32 L. Kunin (J. Greenway, J. Bracco) – 10:42 J. Greenway (C. McAvoy, C. Keller) (PH1) – 46:18 | J. Bracco (T. Thompson, T. Terry) (PH1) – 08:32 L. Kunin (J. Greenway, J. Bracco) – 10:42 J. Greenway (C. McAvoy, C. Keller) (PH1) – 46:18 | 1:0 2:0 2:1 2:2 3:2 | 30:47 – N. Hischier (J. Siegenthaler, D. Riat) (PH1) 46:00 – N. Hischier (C. Thürkauf} (PH1) | Rozhodčí: Tobias Björk Robin Šír Čároví: Jakov Palej Nathan Van Oosten |
| 10 min | 10 min | Tresty              | 18 min                                                                                       | Rozhodčí: Tobias Björk Robin Šír Čároví: Jakov Palej Nathan Van Oosten |
| 17 | 17 | Střely              | 21                                                                                           | Rozhodčí: Tobias Björk Robin Šír Čároví: Jakov Palej Nathan Van Oosten |

| 2. ledna 2017 02:00 | Kanada | 5 : 3 (0:1, 3:1, 2:1) | Česko | Centre Bell, Montréal Návštěvnost: 10 215 |  |

| Zpráva | |                                 |                                                                                         |                                                                       |
| Connor Ingram | Connor Ingram | Brankáři                        | Jakub Škarek                                                                            | Rozhodčí: Jozef Kubuš Marcus Linde Čároví: Jimmy Dahmén Nicolas Fluri |
| B. Speers (M. Stephens, M. Joseph) – 23:45 M. Stephens (A. Cirelli) – 27:27 T. Chabot (M. Stephens, A. Cirelli) – 33:32 J. Gauthier (N. Roy) – 43:18 J. Gauthier (M. Barzal, T. Chabot) – 46:37 | B. Speers (M. Stephens, M. Joseph) – 23:45 M. Stephens (A. Cirelli) – 27:27 T. Chabot (M. Stephens, A. Cirelli) – 33:32 J. Gauthier (N. Roy) – 43:18 J. Gauthier (M. Barzal, T. Chabot) – 46:37 | 0:1 1:1 2:1 2:2 3:2 4:2 4:3 5:3 | 16:49 – D. Kaše (A. Musil, F. Hronek) 28:53 – T. Šoustal 45:54 – Š. Stránský (M. Nečas) | Rozhodčí: Jozef Kubuš Marcus Linde Čároví: Jimmy Dahmén Nicolas Fluri |
| 4 min | 4 min | Tresty                          | 8 min                                                                                   | Rozhodčí: Jozef Kubuš Marcus Linde Čároví: Jimmy Dahmén Nicolas Fluri |
| 41 | 41 | Střely                          | 19                                                                                      | Rozhodčí: Jozef Kubuš Marcus Linde Čároví: Jimmy Dahmén Nicolas Fluri |

### Semifinále
| 4. ledna 2017 21:00 | USA | 4 : 3 SN (1:1, 2:1, 0:1; 0:0; 1:0) | Rusko | Centre Bell, Montréal Návštěvnost: 11 576 |  |

| Zpráva | |                                                                            | |                                                                               |
| Tyler Parsons | Tyler Parsons | Brankáři                                                                   | Ilja Samsonov | Rozhodčí: Darcy Burchell Marcus Linde Čároví: Lukas Kohlmüller Libor Suchánek |
| C. White (C. Keller, C. Jones) – 19:05 L. Kunin (J. Greenway, J. Bracco) (PH1) – 30:23 C. White (J. Anderson, C. Keller) – 36:21 Colin White Clayton Keller Joey Anderson Troy Terry Jeremy Bracco Troy Terry | C. White (C. Keller, C. Jones) – 19:05 L. Kunin (J. Greenway, J. Bracco) (PH1) – 30:23 C. White (J. Anderson, C. Keller) – 36:21 Colin White Clayton Keller Joey Anderson Troy Terry Jeremy Bracco Troy Terry | 0:1 1:1 1:2 2:2 3:2 3:3 Samostatné nájezdy 0:0 0:1 1:1 1:2 2:2 2:3 3:3 4:3 | 11:54 – K. Kaprizov (M. Vorobjov) 21:17 – D. Gurjanov (V. Kudako, P. Karnauchov) 46:04 – D. Gurjanov Denis Gurjanov Alexandr Polunin Denis Alexejev Michail Vorobjov Kiril Kaprizov Denis Gurjanov Alexandr Polunin | Rozhodčí: Darcy Burchell Marcus Linde Čároví: Lukas Kohlmüller Libor Suchánek |
| 2 min | 2 min | Tresty                                                                     | 8 min | Rozhodčí: Darcy Burchell Marcus Linde Čároví: Lukas Kohlmüller Libor Suchánek |
| 44 | 44 | Střely                                                                     | 36 | Rozhodčí: Darcy Burchell Marcus Linde Čároví: Lukas Kohlmüller Libor Suchánek |

| 4. ledna 2017 01:30 | Švédsko | 2 : 5 (2:2, 0:1, 0:2) | Kanada | Centre Bell, Montréal Návštěvnost: 13 456 |  |

| Zpráva                                                                                          |                                                                                                 |                             | |                                                                           |
| Felix Sandström                                                                                 | Felix Sandström                                                                                 | Brankáři                    | Connor Ingram (od 9. min. Carter Hart) | Rozhodčí: Anssi Salonen Daniel Stricker Čároví: Jake Davis Dmitrij Goljak |
| J. Eriksson Ek (T. Söderlund) (VO1) – 06:05 C. Grundström (A. Nylander, J. Eriksson Ek) – 08:05 | J. Eriksson Ek (T. Söderlund) (VO1) – 06:05 C. Grundström (A. Nylander, J. Eriksson Ek) – 08:05 | 1:0 1:1 2:1 2:2 2:3 2:4 2:5 | 07:43 – M. Stephens (A. Cirelli) 18:49 – A. Cirelli (K. Clague, T. Chabot) 32:02 – J. Gauthier (P. Dubois) 47:38 – D. Strome (N. Juulsen, J. Bean) 58:02 – J. Gauthier (D. Strome, T. Jost) (PB) | Rozhodčí: Anssi Salonen Daniel Stricker Čároví: Jake Davis Dmitrij Goljak |
| 12 min                                                                                          | 12 min                                                                                          | Tresty                      | 8 min | Rozhodčí: Anssi Salonen Daniel Stricker Čároví: Jake Davis Dmitrij Goljak |
| 31                                                                                              | 31                                                                                              | Střely                      | 43 | Rozhodčí: Anssi Salonen Daniel Stricker Čároví: Jake Davis Dmitrij Goljak |

### Zápas o 3. místo
| 5. ledna 2017 21:30 | Švédsko | 1 : 2 PP (0:0, 1:1, 0:0; 0:1) | Rusko | Centre Bell, Montréal Návštěvnost: 8 366 |  |

| Zpráva            |                   |             |                                                                 |                                                                                |
| Felix Sandström   | Felix Sandström   | Brankáři    | Ilja Samsonov                                                   | Rozhodčí: Darcy Burchell Jozef Kubuš Čároví: Sakari Suominen Nathan Van Oosten |
| J. Dahlén – 30:11 | J. Dahlén – 30:11 | 0:1 1:1 1:2 | 20:16 – K. Kaprizov (M. Vorobjov, J. Rykov) 60:33 – D. Gurjanov | Rozhodčí: Darcy Burchell Jozef Kubuš Čároví: Sakari Suominen Nathan Van Oosten |
| 4 min             | 4 min             | Tresty      | 6 min                                                           | Rozhodčí: Darcy Burchell Jozef Kubuš Čároví: Sakari Suominen Nathan Van Oosten |
| 39                | 39                | Střely      | 26                                                              | Rozhodčí: Darcy Burchell Jozef Kubuš Čároví: Sakari Suominen Nathan Van Oosten |

### Finále
| 5. ledna 2017 02:00 | Kanada | 4 : 5 SN (2:0, 0:2, 2:2; 0:0; 1:0) | USA | Centre Bell, Montréal Návštěvnost: 20 173 |  |

| Zpráva | |                                                            | |                                                                            |
| Carter Hart | Carter Hart | Brankáři                                                   | Tyler Parsons | Rozhodčí: Annsi Salonen Daniel Stricker Čároví: Jimmy Dahmén Nicolas Fluri |
| T. Chabot (M. Barzal, M. Joseph) – 04:58 J. Lauzon (M. Stephens) – 09:02 N. Roy (J. Bean, T. Jost) (PH1) – 41:52 Mathieu Joseph (M. McLeod, T. Chabot) – 44:05 Dylan Strome Mathew Barzal Tyson Jost Anthony Cirelli Nicolas Roy | T. Chabot (M. Barzal, M. Joseph) – 04:58 J. Lauzon (M. Stephens) – 09:02 N. Roy (J. Bean, T. Jost) (PH1) – 41:52 Mathieu Joseph (M. McLeod, T. Chabot) – 44:05 Dylan Strome Mathew Barzal Tyson Jost Anthony Cirelli Nicolas Roy | 1:0 2:0 2:1 2:2 3:2 4:2 4:3 4:4 Samostatné nájezdy 0:0 0:1 | 23:04 – Ch. McAvoy (J. Greenway, A. Fox) 29:30 – K. Bellows (A. Fox, T. Thompson) (PH1) 44:44 – K. Bellows (Ch. McAvoy) 47:07 – C. White (A. Fox, C. Keller) Colin White Clayton Keller Kieffer Bellows Troy Terry Jeremy Bracco | Rozhodčí: Annsi Salonen Daniel Stricker Čároví: Jimmy Dahmén Nicolas Fluri |
| 4 min | 4 min | Tresty                                                     | 12 min | Rozhodčí: Annsi Salonen Daniel Stricker Čároví: Jimmy Dahmén Nicolas Fluri |
| 50 | 50 | Střely                                                     | 36 | Rozhodčí: Annsi Salonen Daniel Stricker Čároví: Jimmy Dahmén Nicolas Fluri |

## Individuální ocenění
Reference: 

### Nejlepší hráči podle direktoriátu IIHF
| Pozice              | Hráč            |
| ------------------- | --------------- |
| Nejužitečnější hráč | Thomas Chabot   |
| Brankář             | Felix Sandström |
| Obránce             | Thomas Chabot   |
| Útočník             | Kirill Kaprizov |

### All Stars
| Pozice          | Hráč               |
| --------------- | ------------------ |
| Brankář         | Ilja Samsonov      |
| Levý obránce    | Thomas Chabot      |
| Pravý obránce   | Charlie McAvoy     |
| Levé křídlo     | Kirill Kaprizov    |
| Střední útočník | Alexander Nylander |
| Pravé křídlo    | Clayton Keller     |

## Medailisté
USA
Brankáři: Jake Oettinger, Tyler Parsons, Joseph Woll

Obránci: Jack Ahcan, Joseph Cecconi, Casey Fitzgerald, Adam Fox, Caleb Jones, Ryan Lindgren, Charlie McAvoy

Útočníci: Joseph Anderson, Kieffer Bellows, Jeremy Bracco, Erik Foley, Jordan Greenway, Patrick Harper, Clayton Keller, Luke Kunin, Tanner Laczynski, Jack Roslovic, Troy Terry, Tage Thompson, Colin White

Trenér: Bob Motzko
  Kanada
Brankáři: Carter Hart, Connor Ingram

Obránci: Jake Bean, Thomas Chabot, Kale Clague, Dante Fabbro, Noah Juulsen, Jérémy Lauzon, Philippe Myers

Útočníci: Mathew Barzal, Anthony Cirelli, Dillon Dubé, Pierre-Luc Dubois, Julien Gauthier, Mathieu Joseph, Tyson Jost, Michael McLeod, Taylor Raddysh, Nicolas Roy, Blake Speers, Mitchell Stephens, Dylan Strome

Trenér: Dominique Ducharme
  Rusko
Brankáři: Anton Krasotkin, Ilja Samsonov, Vladislav Suchačov

Obránci: Grigorij Dronov, Vadim Kudako, Jegor Rykov, Michail Sergačov, Michail Sidorov, Arťom Volkov, Jegor Voronkov, Sergej Zborovskij

Útočníci: Děnis Alexejev, Kiril Beljajev, Děnis Gurjanov, Kirill Kaprizov, Pavel Karnauchov, Danila Kvartalnov, Alexandr Polunin, German Rubcov, Jakov Trenin, Kiril Urakov, Michail Vorobjov, Danil Jurtajkin

Trenér: Valerij Bragin

## Statistiky

### Kanadské bodování
Toto je pořadí hráčů podle dosažených bodů, za jeden vstřelený gól nebo přihrávku na gól získal hráč jeden bod.
| Poř. | Hráč               | Záp. | G | A  | Body | +/− | PTM |
| ---- | ------------------ | ---- | - | -- | ---- | --- | --- |
| 1.   | Kirill Kaprizov    | 7    | 9 | 3  | 12   | +7  | 2   |
| 2.   | Alexander Nylander | 7    | 5 | 7  | 12   | +7  | 0   |
| 3.   | Clayton Keller     | 7    | 3 | 8  | 11   | +3  | 2   |
| 4.   | Thomas Chabot      | 7    | 4 | 6  | 10   | +4  | 8   |
| 5.   | Dylan Strome       | 7    | 3 | 7  | 10   | +1  | 0   |
| 6.   | Michail Vorobjev   | 7    | 0 | 10 | 10   | +6  | 4   |
| 7.   | Joel Eriksson Ek   | 7    | 6 | 3  | 9    | +8  | 4   |
| 8.   | Colin White        | 7    | 7 | 1  | 8    | +5  | 4   |
| 9.   | Mathew Barzal      | 7    | 3 | 5  | 8    | +4  | 4   |
| 9.   | Jordan Greenway    | 7    | 3 | 5  | 8    | +3  | 2   |

Záp. = Odehrané zápasy; G = Góly; A = Přihrávky na gól; Body = Body; +/− = Plus/Minus; PTM = Počet trestných minut

### Hodnocení brankářů
Pořadí nejlepších pěti brankářů na mistrovství podle úspěšnosti zásahů v procentech, brankář musel mít odehráno minimálně 40% hrací doby za svůj tým.
| Poř. | Hráč              | Čas    | OG | POG  | Úsp%  | ČK |
| ---- | ----------------- | ------ | -- | ---- | ----- | -- |
| 1.   | Veini Vehviläinen | 317:57 | 8  | 1,51 | 93,10 | 1  |
| 2.   | Ilja Samsonov     | 370:11 | 13 | 2,11 | 92,97 | 2  |
| 3.   | Kasper Krog       | 165:00 | 9  | 3,27 | 91,96 | 0  |
| 4.   | Tyler Parsons     | 330:00 | 12 | 2,18 | 91,67 | 0  |
| 5.   | Felix Sandström   | 359:50 | 13 | 2,17 | 91,45 | 0  |

Záp. = Odchytané zápasy; Čas = Čas na ledě (minuty); OG = Obdržené góly; POG = Průměr obdržených gólů na zápas; Úsp% = Procento úspěšných zásahů; ČK = Čistá konta

## Konečné pořadí
| Místo            | Tým       |
| ---------------- | --------- |
| Zlatá medaile    | USA       |
| Stříbrná medaile | Kanada    |
| Bronzová medaile | Rusko     |
| 4.               | Švédsko   |
| 5.               | Dánsko    |
| 6.               | Česko     |
| 7.               | Švýcarsko |
| 8.               | Slovensko |
| 9.               | Finsko    |
| 10.              | Lotyšsko  |

## Soupisky

### Soupiska českého týmu
| Číslo | Post | Hráč               | Klub                       |
| ----- | ---- | ------------------ | -------------------------- |
| 1     | B    | Petr Kváča         | ČEZ Motor České Budějovice |
| 2     | B    | Jakub Škarek       | HC Dukla Jihlava           |
| 30    | B    | Daniel Vladař      | Providence Bruins          |
| 3     | O    | Daniel Krenželok   | HC Vítkovice Ridera        |
| 6     | O    | Ondřej Vála        | Kamloops Blazers           |
| 7     | O    | David Kvasnička    | HC Škoda Plzeň             |
| 12    | O    | František Hrdinka  | Linköpings HC              |
| 20    | O    | Jakub Zbořil       | Saint John Sea Dogs        |
| 28    | O    | Petr Kalina        | HC Sparta Praha            |
| 29    | O    | Filip Hronek – C   | Saginaw Spirit             |
| 8     | Ú    | Martin Nečas       | HC Kometa Brno             |
| 14    | Ú    | Filip Chlapík      | Charlottetown Islanders    |
| 15    | Ú    | Tomáš Šoustal      | Kelowna Rockets            |
| 16    | Ú    | Daniel Kurovský    | HC Vítkovice Ridera        |
| 17    | Ú    | Lukáš Jašek        | HC Oceláři Třinec          |
| 18    | Ú    | Michael Špaček – A | Red Deer Rebels            |
| 21    | Ú    | Radek Koblížek     | Kärpät Oulu                |
| 22    | Ú    | David Kaše – A     | Piráti Chomutov            |
| 23    | Ú    | Šimon Stránský     | Prince Albert Raiders      |
| 24    | Ú    | Filip Suchý        | Omaha Lancers              |
| 25    | Ú    | Kristian Reichel   | HC Verva Litvínov          |
| 26    | Ú    | Adam Musil         | Red Deer Rebels            |

## I. divize

### Skupina A
Skupina A I. divize proběhla od 11. do 17. prosince 2016 v Bremerhaven v Německu.
| Tým           | Z | V | VP | PP | P | VG | IG | B  |
| ------------- | - | - | -- | -- | - | -- | -- | -- |
| 1. Bělorusko  | 5 | 4 | 0  | 1  | 0 | 20 | 10 | 13 |
| 2. Německo    | 5 | 3 | 1  | 0  | 1 | 17 | 13 | 11 |
| 3. Francie    | 5 | 2 | 0  | 0  | 3 | 16 | 19 | 6  |
| 4. Kazachstán | 5 | 2 | 0  | 0  | 3 | 14 | 16 | 6  |
| 5. Rakousko   | 5 | 2 | 0  | 0  | 3 | 15 | 17 | 6  |
| 6. Norsko     | 5 | 1 | 0  | 0  | 4 | 10 | 17 | 3  |

| postup do elitní skupiny | sestup do skupiny B I. divize |

### Skupina B
Skupina B I. divize proběhla od 11. do 17. prosince 2016 v Budapešti v Maďarsku.
| Tým               | Z | V | VP | PP | P | VG | IG | B  |
| ----------------- | - | - | -- | -- | - | -- | -- | -- |
| 1. Maďarsko       | 5 | 4 | 0  | 0  | 1 | 21 | 12 | 12 |
| 2. Polsko         | 5 | 3 | 1  | 0  | 1 | 21 | 16 | 11 |
| 3. Slovinsko      | 5 | 2 | 1  | 0  | 2 | 21 | 13 | 8  |
| 4. Itálie         | 5 | 2 | 0  | 1  | 2 | 12 | 19 | 7  |
| 5. Ukrajina       | 5 | 1 | 1  | 0  | 3 | 9  | 13 | 5  |
| 6. Velká Británie | 5 | 0 | 0  | 2  | 3 | 8  | 19 | 2  |

| postup do skupiny A I. divize | sestup do skupiny A II. divize |

## II. divize

### Skupina A
Skupina A II. divize proběhla od 11. do 17. prosince 2016 v Tallinnu v Estonsku.
| Tým           | Z | V | VP | PP | P | VG | IG | B  |
| ------------- | - | - | -- | -- | - | -- | -- | -- |
| 1. Litva      | 5 | 5 | 0  | 0  | 0 | 42 | 10 | 15 |
| 2. Japonsko   | 5 | 4 | 0  | 0  | 1 | 35 | 13 | 12 |
| 3. Rumunsko   | 5 | 2 | 0  | 1  | 2 | 21 | 29 | 7  |
| 4. Estonsko   | 5 | 2 | 0  | 0  | 3 | 18 | 24 | 6  |
| 5. Nizozemsko | 5 | 1 | 0  | 0  | 4 | 9  | 24 | 3  |
| 6. Chorvatsko | 5 | 0 | 1  | 0  | 4 | 11 | 36 | 2  |

| postup do skupiny B I. divize | sestup do skupiny B II. divize |

### Skupina B
Skupina B II. divize proběhla od 7. do 13. ledna 2017 v Logroñu ve Španělsku.
| Tým            | Z | V | VP | PP | P | VG | IG | B  |
| -------------- | - | - | -- | -- | - | -- | -- | -- |
| 1. Jižní Korea | 5 | 4 | 1  | 0  | 0 | 27 | 7  | 14 |
| 2. Španělsko   | 5 | 4 | 0  | 0  | 1 | 38 | 12 | 12 |
| 3. Srbsko      | 5 | 3 | 0  | 1  | 1 | 23 | 12 | 10 |
| 4. Belgie      | 5 | 2 | 0  | 0  | 3 | 15 | 19 | 6  |
| 5. Mexiko      | 5 | 0 | 1  | 0  | 4 | 13 | 39 | 2  |
| 6. Austrálie   | 5 | 0 | 1  | 0  | 4 | 9  | 36 | 1  |

| postup do skupiny A II. divize | sestup do III. divize |

## III. divize
Turnaj se konal od 16. do 22. ledna 2017 v Dunedinu na Novém Zélandu.

### Základní skupiny
Skupina A
| Tým          | Z | V | VP | PP | P | VG | IG | B |
| ------------ | - | - | -- | -- | - | -- | -- | - |
| 1. Čína      | 3 | 3 | 0  | 0  | 0 | 19 | 8  | 9 |
| 2. Island    | 3 | 2 | 0  | 0  | 1 | 11 | 6  | 6 |
| 3. Izrael    | 3 | 1 | 0  | 0  | 2 | 7  | 9  | 3 |
| 4. Tchaj-wan | 3 | 0 | 0  | 0  | 3 | 5  | 19 | 0 |

| postup semifinále | play off o 5. místo |

Skupina B
| Tým            | Z | V | VP | PP | P | VG | IG | B |
| -------------- | - | - | -- | -- | - | -- | -- | - |
| 1. Turecko     | 3 | 3 | 0  | 0  | 0 | 20 | 5  | 9 |
| 2. Nový Zéland | 3 | 2 | 0  | 0  | 1 | 12 | 12 | 6 |
| 3. Bulharsko   | 3 | 1 | 0  | 0  | 2 | 10 | 15 | 3 |
| 4. JAR         | 3 | 0 | 0  | 0  | 3 | 4  | 14 | 0 |

| postup semifinále | play off o 5. místo |

### Play off
|  | Semifinále | Semifinále  | Semifinále |  |  | Finále | Finále  | Finále |
|  |            |             |            |  |  |        |         |        |
|  | A1         | Čína        | 11         |  |  |        |         |        |
|  | B2         | Nový Zéland | 2          |  |  |        |         |        |
|  |            |             |            |  |  | A1     | Čína    | 1      |
|  |            |             |            |  |  | B1     | Turecko | 2      |
|  | B1         | Turecko     | 3          |  |  |        |         |        |
|  | A2         | Island      | 2          |  |  |        |         |        |

 Turecko postoupilo do skupiny B II. divize

### O umístění
- O 5. místo - semifinále: Izrael-JAR 9:0, Bulharsko-Tchaj-wan 6:1
- O 7. místo: JAR-Tchaj-wan 1:7
- O 5. místo: Izrael-Bulharsko 3:2
- O 3. místo: Island-Nový Zéland 10:0